# Исследование STEP
Исследование STEP — остановленное клиническое исследование фазы IIb, предназначенное для изучения эффективности экспериментальной вакцины против ВИЧ на основе вектора аденовируса человека 5 (HAdV-5). Исследование проводилось в Северной и Южной Америке, Карибском бассейне и Австралии. Связанное с этим исследование («испытание Phambili») с использованием той же экспериментальной вакцины было проведено одновременно в Южной Африке. Эти испытания спонсировались Merck, Сетью испытаний вакцины против ВИЧ (HVTN) и Национальным институтом аллергии и инфекционных заболеваний (NIAID), и в них был наблюдательный комитет, состоящий из представителей этих трех организаций. В Южной Африке исследование проходило под контролем Южноафриканской инициативы по вакцине против СПИДа.
Эти исследования были прекращены до их запланированного завершения, когда Комиссия по мониторингу безопасности данных определила, что вакцина не предотвращает заражение ВИЧ и, возможно, даже повышает восприимчивость к ВИЧ-инфекции у некоторых участников исследования.

## Дизайн
Исследование представляло собой многоцентровое, двойное слепое, рандомизированное, плацебо-контролируемое исследование фазы II для подтверждения самой концепции эффективности подобной вакцины. Оно включало введение экспериментальной вакцины (трехвалентной вакцины MRKAd5 HIV-1 Gag/Pol/Nef) почти 3000 здоровым ВИЧ-отрицательным (не инфицированным) добровольцам. В Северной и Южной Америке, Карибском бассейне и Австралии набор добровольцев в исследование начался в декабре 2004 года и завершился в марте 2007 года. Набор в южноафриканское исследование начался в начале 2007 года и закончился в сентябре 2007 года. Кандидатами на участие в исследовании были мужчины и женщины с высоким риском заражения ВИЧ-инфекцией, но в настоящее время ВИЧ-отрицательные.
Вакцина содержала три отдельных вектора с дефектом репликации на основе аденовируса С человека серотипа 5 (HAdV-5). Каждый из трех векторов экспрессировал единственный ген, кодирующий белок вируса ВИЧ: gag, pol или nef. Была надежда, что аденовирусные векторы доставят эти гены ВИЧ-1 в клетки и это приведет к развитию клеточно-опосредованного иммунного ответа, который обеспечит определенную степень иммунитета к вирусу ВИЧ.

## Выводы
24 из 741 человека в группе вакцинированных и 21 мужчина из 762 в группе плацебо получили положительные результаты теста на ВИЧ. Протокол предполагал, что группа, получившая вакцину, будет иметь более низкий или равный уровень инфицирования по сравнению с контрольной группой, но этого не наблюдалось. Фактически, определенные группы добровольцев, получивших вакцину, имели более высокий риск заражения ВИЧ по сравнению с группой плацебо.
В то время как почти все участники исследования STEP прошли полный курс вакцины, когда было объявлено о прекращении вакцинации, никто в Phambili, африканском испытании, не был вакцинирован полностью.

## Реакция
21 сентября 2007 года спонсоры исследования STEP объявили, что дальнейшая вакцинация будет прекращена и что вакцинация в исследовании Phambili будет приостановлена до принятия окончательного решения. 23 октября 2007 года спонсоры объявили, что исследование Phambili будет остановлено окончательно.
К ноябрю 2007 года было проведено расслепление всех участников: исследователи сообщили им, получили ли они вакцину или плацебо.
Алан Адерем из Seattle Biomed заявил, что «экспериментальная прививка ... фактически увеличила шансы того, что некоторые люди позже заразятся ВИЧ».
В мае 2012 года газета The New York Times сообщила, что исследование подтвердило, что вакцина, введенная добровольцам в рамках исследования STEP, увеличила, а не уменьшила, вероятность заражения ВИЧ.